# Vinterflickslända

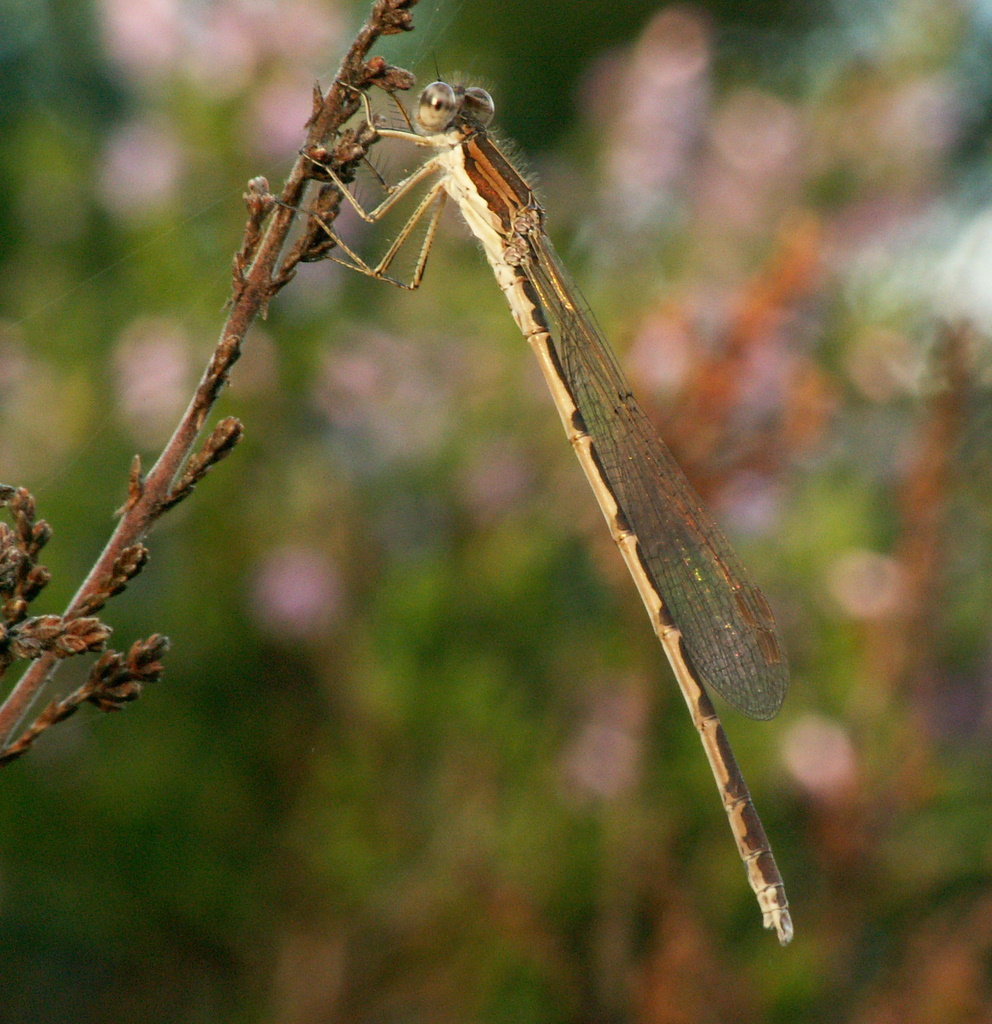
En hane av vinterflickslända

Vinterflickslända (Sympecma fusca) är en art i insektsordningen trollsländor som tillhör familjen glansflicksländor.

## Kännetecken
Både hanen och honans färgteckning går i väl kamouflerade bruna och gulaktiga nyanser, mörkare på ovansidan av kroppen än på undersidan. Vingarna är genomskinliga med brunaktigt vingmärke. Bakkroppens längd är 27 till 30 millimeter. 

## Utbredning
Denna art finns i delar av Europa, Nordafrika och södra Asien. I Sverige finns den i de Skåne, Blekinge, Östergötland och på Öland.  Den är landskapstrollslända för Södermanland. I Sverige är arten inte så vanlig. I Europa är den mer allmän.

## Levnadssätt
Vinterflicksländans habitat är främst insjöar och våtmarker med riklig vegetation, som kärr. Den skiljer sig från de flesta andra flicksländor genom att övervintra som fullbildad insekt, imago, och inte som ägg eller nymf. Detta ger den en ovanligt lång livstid; omkring 10 månader. På våren inträder könsmognaden, och de fortplantningsdugliga vinterflicksländorna flyger sedan från maj till juni. Under denna tid parar de sig för att ge upphov till nästa generation. Efter parningen lägger honan äggen på stjälkarna till vattenväxter, fortfarande samman med hanen. Efter fortplantningen dör de vuxna sländorna. Utvecklingen från ägg till imago går fort och årskullen flyger en kort tid som juveniler i augusti till september, innan övervintringen. 